# Изет Фазлиновић
Изет Фазлиновић је измишљени лик из босанскохерцерговачке серије Луд, збуњен, нормалан, који тумачи Мустафа Надаревић.

## Личност
Изет на почетку серије има 69 година, сада се зна да има 75 година и да је висок 1,67 m. Сам Изет тврди да тренутно живи у цвету младости. Он је стари комуниста чврстог кова, и кад год има неки проблем, обрати се слици Јосипа Броза Тита. Понекад организује окупљање ратних другова. Изет је такође врло похлепан и организатор разних превара не би ли зарадио новац. Велики је женскарош и имао је пуно љубавних афера. Често изгледа као да не мари за своје најближе и да је „срца каменога“, али се на крају покаже да то није тако.
Изет је возио фолцику, али ју је продао када је на лотоу добио Фиесту. Пије херцеговачку ракију коју од миља зове максузија.Њу му шаље његов друг и саборац Анте. Максузија се производи у Попову пољу близу Требиња. Када му понестане максузије, оде у кафе бар Сан Ремо гдје наручује ракију коју зове далматинка или брља. Има у својој соби двоцјевку, којом често опали у плафон. Изет је у кући сакрио новац, који зове црни фонд и чува га за старе дане.

## Биографија
Изет је још као дете доживео Други светски рат. Мајка га је оставила када је побегла са другим мушкарцем, а и отац Мухарем га је убрзо напустио, те је Изет одрастао у дому за незбринуту децу. Мухарем Фазлиновић је касније, у САД, постао мултимилионер, али је умро пре него што је стигао да све своје богатство препише сину.
Изет живи у Сарајеву, у улици Злaтка Иванишевића 10 (31). Био је ожењен Ранком, која је умрла. Покушавао је да ступи у контакт са њом преко врачара које дозивају духове, не би ли сазнао где је у кући сакрила новац. Такође је користио Фуфетову дрогу да се сети догађаја пре њене смрти. Изет је такође био у кратком браку са Кинескињом Ли Сен Чи, пошто је она у брак уносила 5000 марака, а и желео је да пркоси сину који се у то време такође оженио.
Изетов син је Фарук Фазлиновић (Сенад Башић), власник музичке продукције Акорд, са којим се увек свађа. Изет покушава да натера Фарука да се одсели, пошто је читав живот заглављен са њим у стану. Изетов унук Дамир Фазлиновић је доктор (естетски хирург), а његов праунук је Џема Бранко Фазлиновић, скраћено Џебра, (Изет му је изабрао име), коме је читао Марксов Капитал и објашњавао му сексуалне појмове. Од ближих рођака, Изет је још имао два брата. Један од њих, његов брат близанац Исмет Фазлиновић, се одселио у Шведску када су се посвађали. Други је умро, а био је отац Изетовог амиџића Самира (Емир Хаџихафизбеговић), који је криминалац прве класе и често успева да га превари, а звао се Ирмет Фазлиновић.
Изетов најбољи пријатељ био је др Ђиђимиловић (Вања Драх), психијатар, коме се обраћао, како за здравствене, тако и за остале проблеме. Након смрти глумца, лик је повучен из серије. Касније се Изет дружио са Ђуром Убипарипом (Боро Стјепановић), гинекологом из Београда који је био у љубавној афери са Изетовом покојном женом Ранком.
Изет је имао љубавне афере са комшиницама Споменком (Милена Дравић) и Сенком (Сека Саблић), мајком Фарукове девојке, Аном (Халима Мусић), Лауром (Светлана Бојковић), мајком Марије из Сан Рема, Ружом (Ксенија Маринковић), мајком Дамирове жене Барбарe и Миленом. Имао је пет кућних помоћница: Шефику, Рапку, Зумру, Санелу и Шерифу.
Изет је био сценариста четири серије, али прве две и нису доживеле неки успех.
Друга серија се звала Дон Жуан са Алипашиног Поља и у њој је он главни лик. Трећа је Биртија из које је кренула револуција; време радње је за окупација Сарајева у Другом светском рату. Четврта, последња серија, зове се Бегова кућа и говори о двојици отомана који живе лагодним животом.
Инспирацију за ове епизоде Изет је пронашао у свакодневним лудоријама у породици Фазлиновић.